# Afspænding
 "Relax" omdirigeres hertil. For andre betydninger af Relax, se Relax (flertydig).
Afspænding er den almindelige, populære, betegnelse for afspændingspædagogik. Afspænding er også en afspændingsmetode, som bruges af afspændingspædagoger og andre faggrupper. Under en dybdeafspænding mærkes kroppen del for del, musklerne slipper unødig spænding og en generel afspænding bredder sig i kroppen. Når kroppen er afspændt påvirkes det parasympatiske nervesystem, som fremmer et vigtigt middel til forebyggelse og behandling af stress.
En afspændingspædagog udfører et sundhedspædagogisk arbejde, som sigter mod bevidstgørelse og optimering af kropslig, emotionel og kognitiv funktion. Afspændingspædagoger støtter den enkelte i en udviklings- og erkendelsesproces set i forhold til sammenhængen mellem krop og psyke. Denne proces tager udgangspunkt i den enkeltes egen oplevelse af de kropslige fænomener som relateres til personens selvforståelse og aktuelle livssituation.

## Relevante links
- http://www.dap.dk
- http://www.skolenforpsykomotorik.dk Arkiveret 12. marts 2009 hos  Wayback Machine
- http://www.jcvu.dk Arkiveret 27. november 2020 hos  Wayback Machine
- http://www.holisterne.dk Arkiveret 25. oktober 2020 hos  Wayback Machine
- http://www.sundhedsfagbogen.dk Arkiveret 15. september 2017 hos  Wayback Machine
- http://www.ug.dk